# St. Veit an der Glan (stad)
Sankt Veit an der Glan is een gemeente in de Oostenrijkse deelstaat Karinthië, gelegen in het district Sankt Veit an der Glan (SV). De gemeente heeft ongeveer 12.000 inwoners.
In overwegend, aantrekkelijk 18e-eeuws stadsbeeld een stadhuis met stucwerk uit 1754.

## Geografie
Sankt Veit an der Glan heeft een oppervlakte van 50,73 km². Het ligt in het zuiden van het land.

## Geboren in Sankt Veit an der Glan

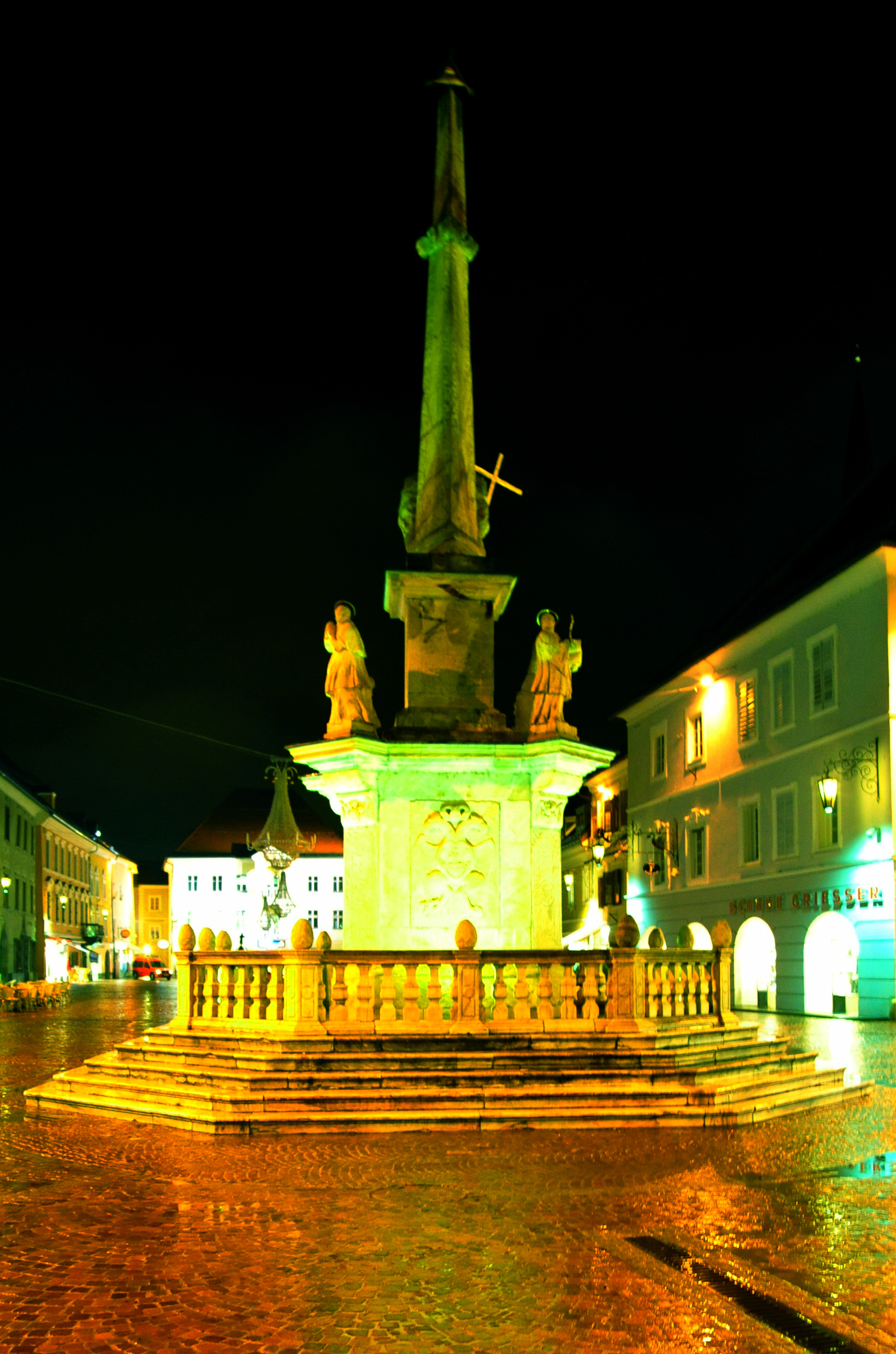
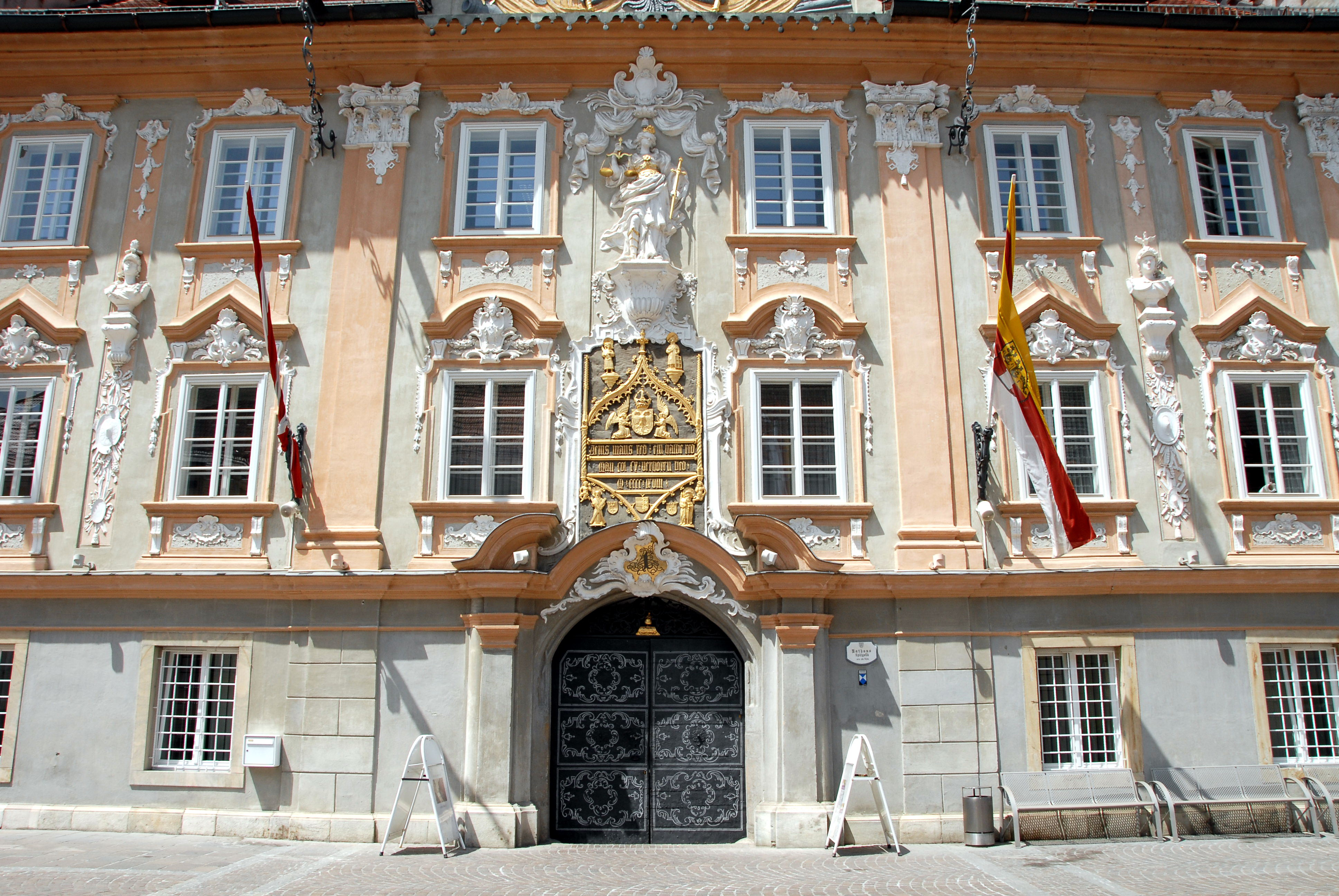
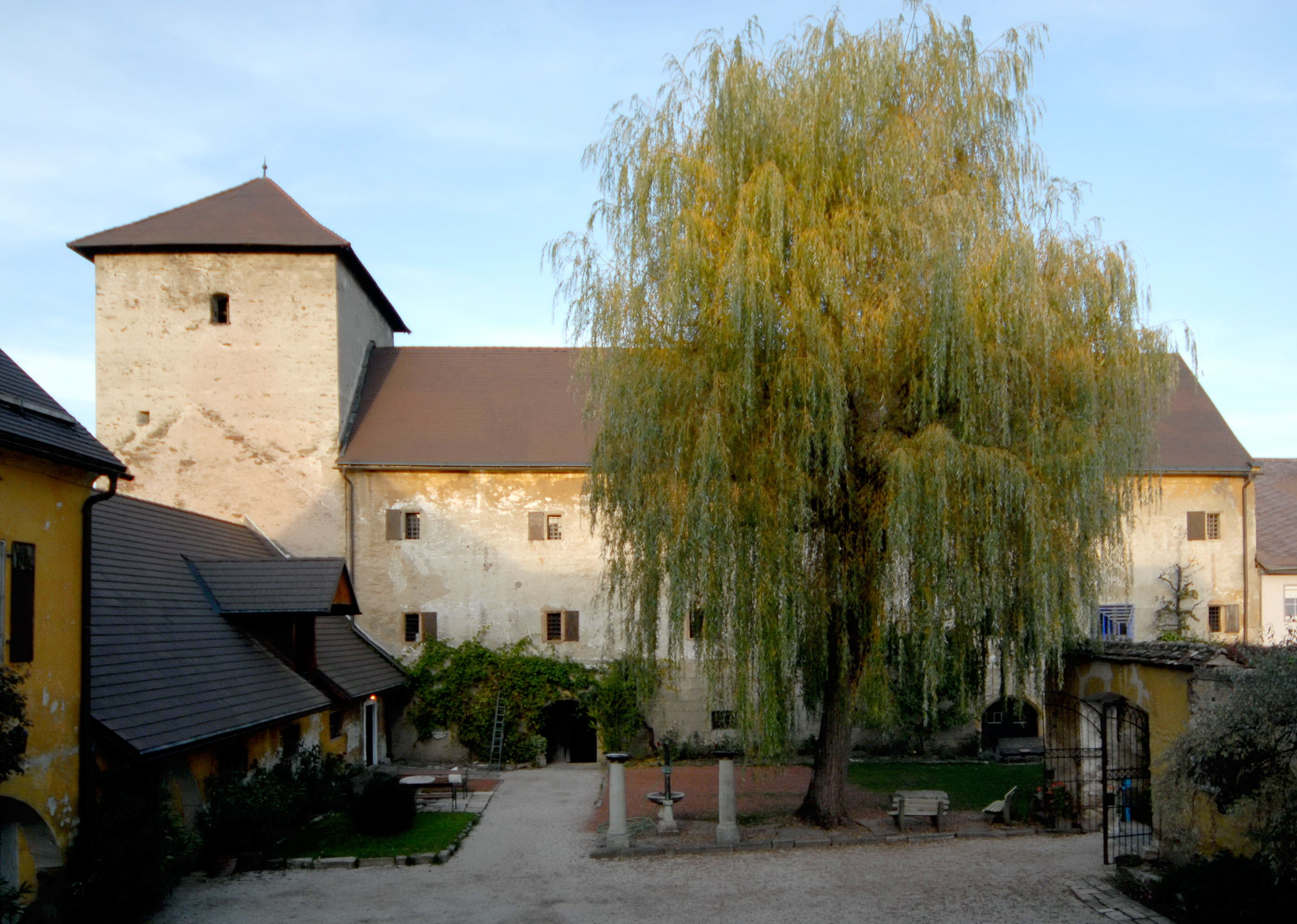
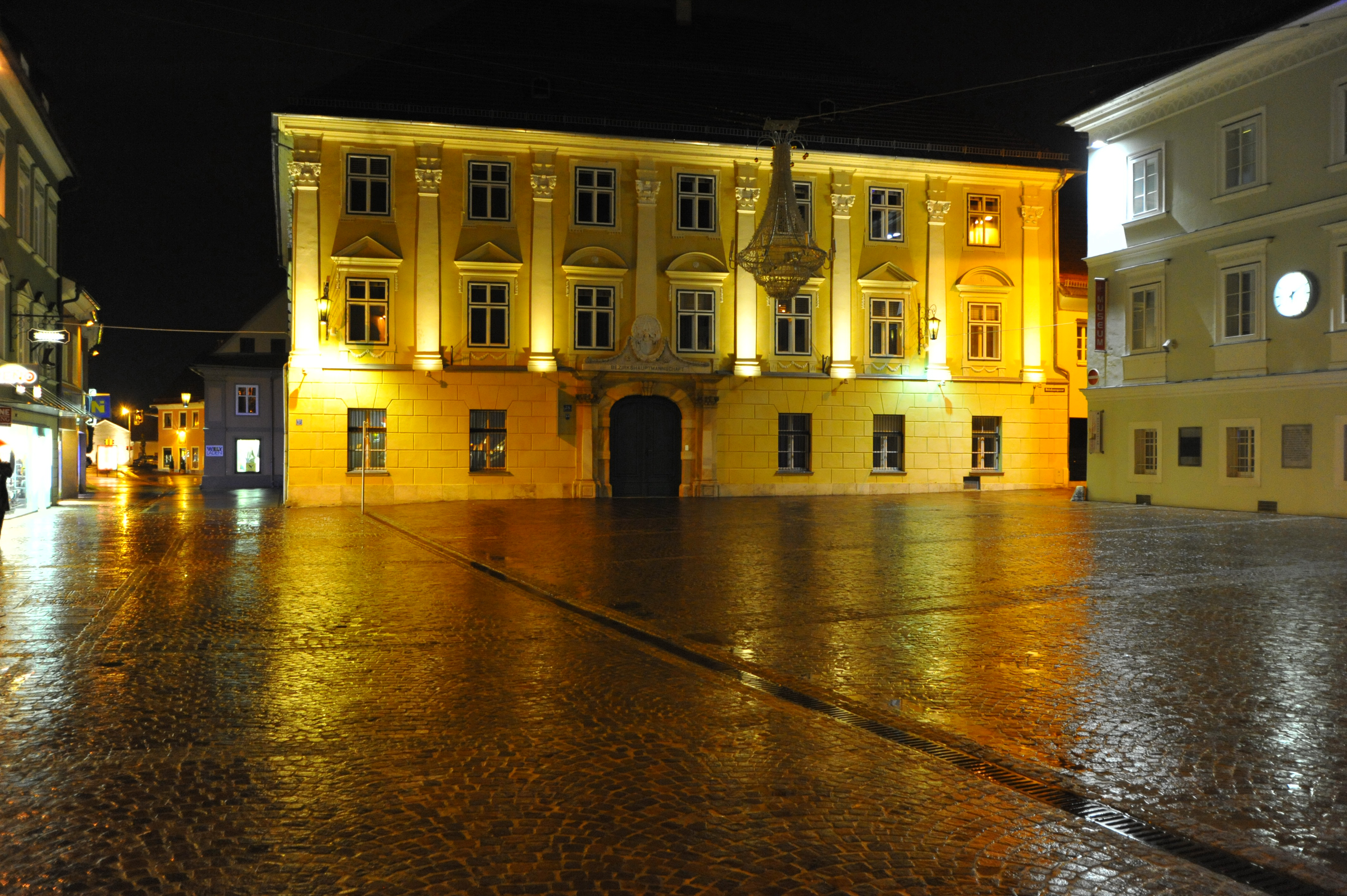
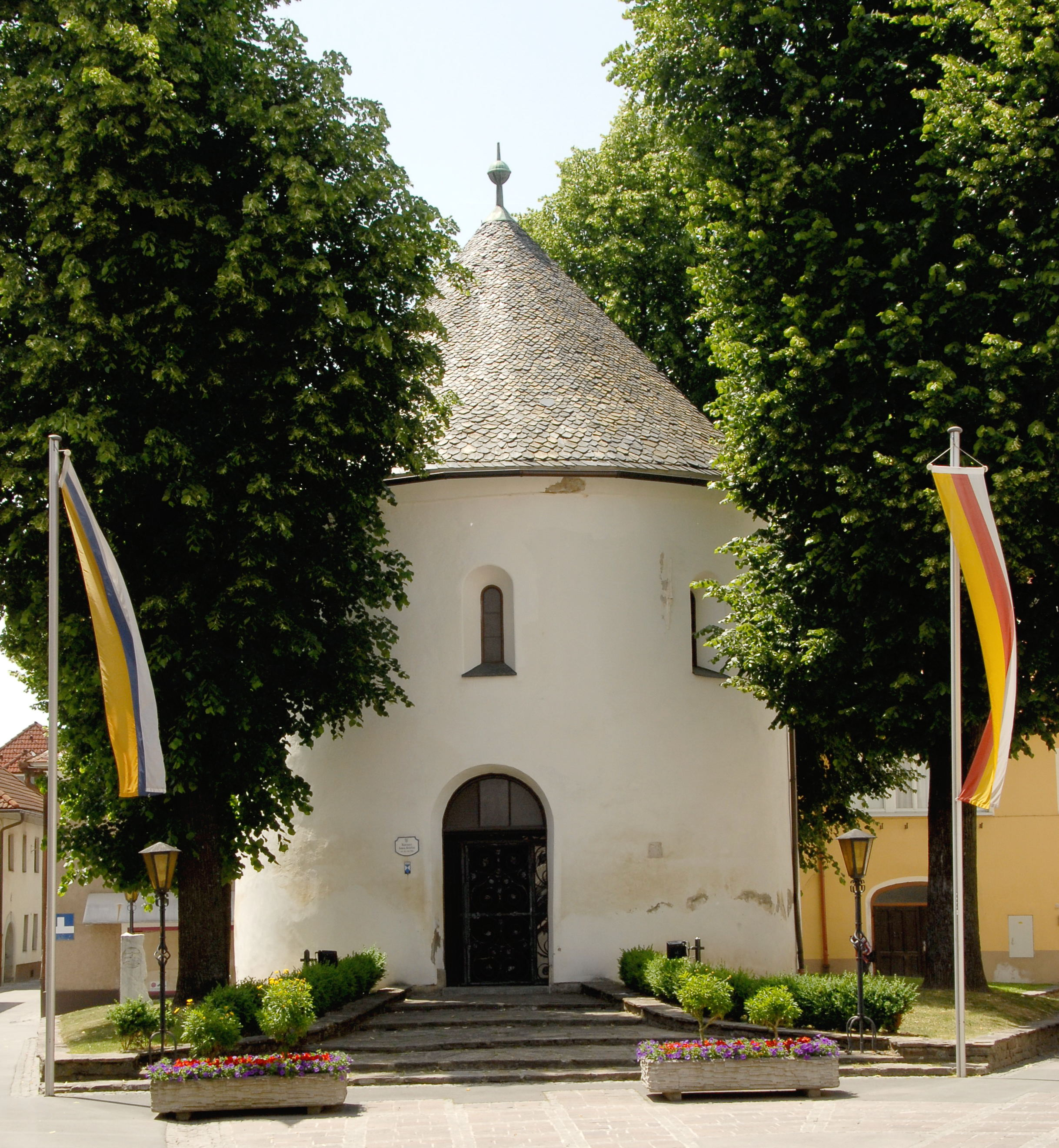
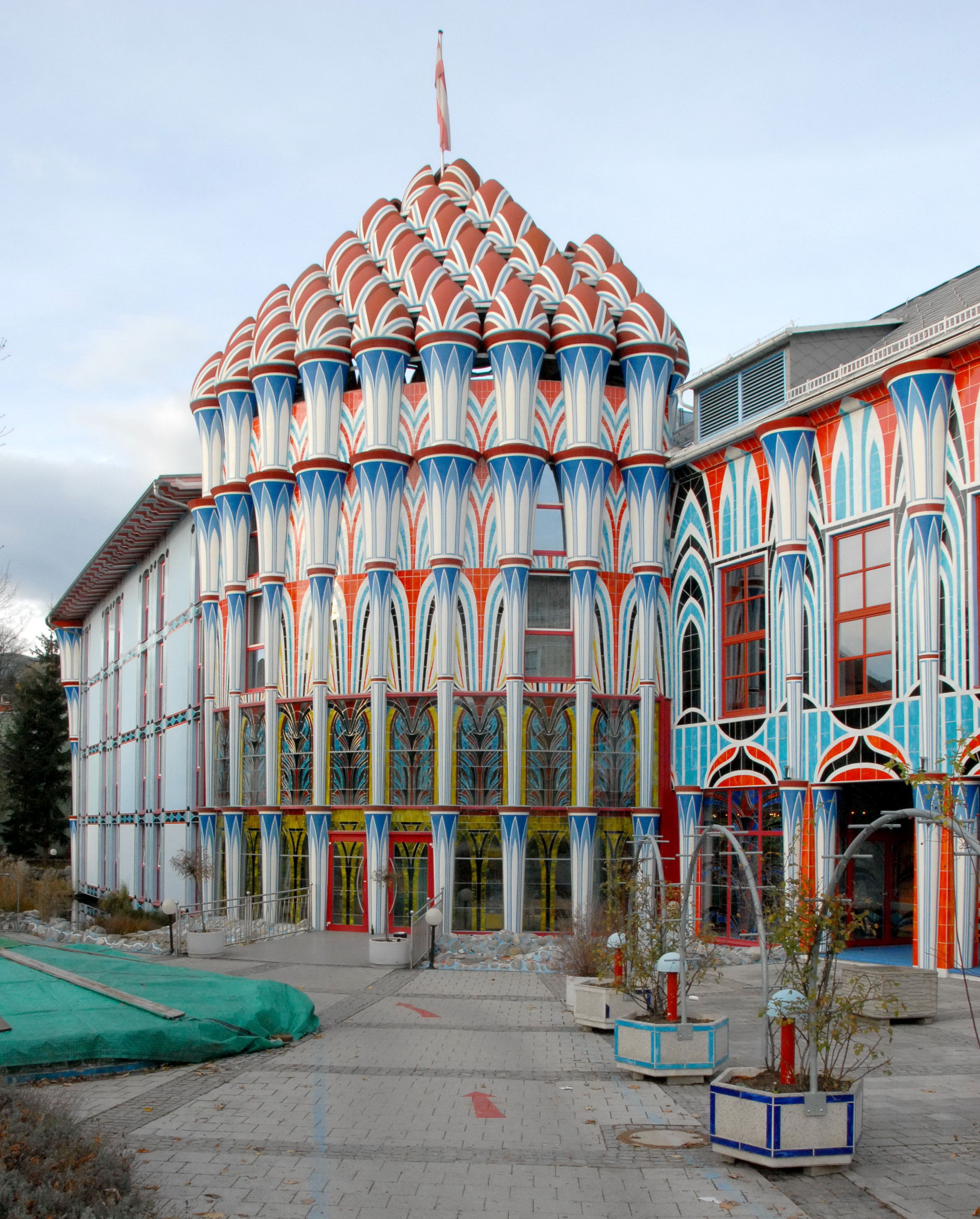
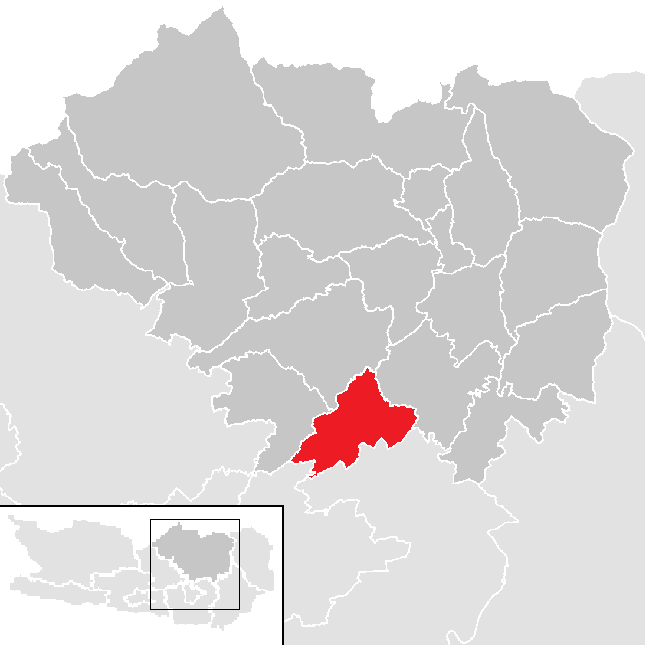

- Ina Meschik (1990), snowboardster
- Marco Haller (1991), wielrenner
- Adrian Pertl (1996), alpineskiër

Althofen · Brückl · Deutsch-Griffen · Eberstein · Frauenstein · Friesach · Glödnitz · Gurk · Guttaring · Hüttenberg · Kappel am Krappfeld · Klein Sankt Paul · Liebenfels · Metnitz · Micheldorf · Mölbling · Sankt Georgen am Längsee · Sankt Veit an der Glan · Straßburg · Weitensfeld im Gurktal
- Gemeinsame Normdatei: 4051627-1
- Library of Congress Control Number: n85010914
- MusicBrainz: f523631d-d742-4b0c-83bf-4d5d19b64c01
- Nationale Bibliotheek van Tsjechië: ge764786
- Nationale Bibliotheek van Israël: 987007562360505171
- Virtual International Authority File: 124392919